# Діаграма Венна

Діаграма Венна для множин A, B, та C

Діаграма Венна (англ. Venn diagram) — діаграма, що показує всі можливі логічні відношення для скінченного набору множин.
Діаграми Венна придумані приблизно в 1880 Джоном Венном. Використовуються для вивчення елементарної теорії множин, та ілюстрування простих співвідношень в теорії ймовірностей, логіці, статистиці, мовознавстві та інформатиці.
Окрім діаграм Венна, для зображення множин використовують також кола Ейлера. Кола Ейлера використовуються для зображення всіх можливих відношень між різними множинами, в тому числі і таких коли одна множина містить іншу або взагалі відсутні перетини множин. Діаграма Венна зображує, всі можливі перетини множин. Всього таких перетинів буде {\displaystyle 2^{n}}, де n — кількість множин. Для трьох множин діаграма Венна звичайно зображується у вигляді трьох кіл з центрами в вершинах рівностороннього трикутника і однаковим радіусом, приблизно рівним довжині сторони трикутника.

## Приклад

Діаграма Венна для множин А (істоти, що мають дві ноги) та В (істоти, що можуть літати)

Цей приклад включає дві множини, А і В, представлені тут як кольорові кола. Помаранчеве коло, задане А, представляє всіх живих істот, які мають дві ноги. Синє коло, набір B, представляє живих істот, які можуть літати. Кожен окремий тип істоти можна уявити як точку, десь на діаграмі. Живі істоти, які і можуть літати, і мають дві ноги (наприклад, папуги), знаходяться в обох колах, тому вони відповідають точкам області, де синя і помаранчеві кола перетинаються. У цій області містяться всі такі і тільки такі живі істоти.
Люди та пінгвіни є двоногі, і тому вони знаходяться в помаранчевому колі, але оскільки вони не можуть літати, вони з'являються в лівій частині помаранчевого кола, де воно не перетинається синім колом. Комарі мають шість ніг, і літають, тому точка для комарів знаходиться в частині синього кола, який не перетинається з помаранчевим. Істоти, які не мають дві ноги і не можуть літати (наприклад, кити і павуки), будуть представлені точками за межами обох кіл.
Комбінована область наборів A і B називається об'єднанням A і B, позначається A ∪ B. Об'єднання у цьому випадку містить всіх живих істот, які є або двоногими, або можуть літати (або і перше, і друге).
Область в обох А і В, де обидва набори перетинаються, називається перетином А та В, позначається A ∩ B. Наприклад, перетин цих двох множин не пустий, тому що є точки, які представляють істоти, які знаходяться в обох колах.

## Загальний огляд
| {\displaystyle ~A\cap B}                     |
| Перетин двох множин {\displaystyle ~A\cap B} |

| {\displaystyle ~A\cup B}                        |
| Об'єднання двох множин {\displaystyle ~A\cup B} |

| {\displaystyle A~\Delta ~B}                               |
| Симетрична різниця двох множин{\displaystyle A~\Delta ~B} |

| {\displaystyle A^{c}\cap B~=~B\setminus A}                                            |
| Відносне доповнення A (зліва) у B (справа) {\displaystyle A^{c}\cap B~=~B\setminus A} |

| {\displaystyle A^{c}~=~U\setminus A}                            |
| Абсолютне доповнення A у U {\displaystyle A^{c}~=~U\setminus A} |

Діаграма Венна побудована як набір простих замкнутих кривих, намальованих у площині. Принцип цих діаграм полягає в тому, що класи [або набори] можуть бути представлені регіонами в такому відношенні один з одним, що всі можливі логічні зв'язки цих класів можуть бути вказані на тій же діаграмі. Тобто діаграма спочатку залишає простір для будь-якого можливого відношення класів, а потім фактичне або задане співвідношення може бути вказано, вказуючи, що певна область є нульовою або ненульовою
Діаграми Венна зазвичай містять кола, які перетинаються. Внутрішність кола символічно представляє елементи множини, а зовнішня частина - елементи, які не є членами множини. Наприклад, у дворівневій діаграмі Венна одне коло може представляти групу всіх дерев'яних об'єктів, тоді як інше коло може представляти набір усіх столів. Спільна область або перетин відображатиме множину усіх дерев'яних столів. Форми, крім кола, можуть використовуватися, як показано нижче, власними вищими наборами діаграм Венна. Діаграми Венна взагалі не містять інформації про відносні або абсолютні величини (потужність) множин; тобто вони являють собою схематичні діаграми.
Діаграми Венна аналогічні діаграмам Ейлера. Проте діаграма Венна для n-компонентних наборів повинна містити всі {\displaystyle 2^{n}} гіпотетично можливих зон, які відповідають певній комбінації включення або виключення в кожному з наборів компонентів. Ейлерові діаграми містять лише фактично можливі зони в даному контексті. У діаграмах Венна затінена зона може являти собою порожню зону, тоді як на діаграмі Ейлера відсутня відповідна зона. Наприклад, якщо один набір представляє молочні продукти та інші сири, діаграма Венна містить зону для сирів, які не є молочними продуктами. Припускаючи, що в контексті сиру це означає якийсь тип молочного продукту, діаграма Ейлера має зону сиру, цілковито міститься в зоні молочного продукту, немає зони для (неіснуючого) немолочного сиру. Це означає, що при збільшенні кількості контурів діаграми Ейлера, як правило, менш візуально складні, ніж еквівалентна діаграма Венна, особливо якщо кількість непустих перетинів невелика.

## Зв'язок діаграм Ейлера і Венна
При вирішенні цілого ряду завдань Леонард Ейлер використовував ідею зображення множин за допомогою кіл. Однак цим методом ще до Ейлера користувався видатний німецький філософ і математик Ґотфрід Вільгельм Лейбніц (1646–1716). Лейбніц використав їх для геометричної інтерпретації логічних зв'язків між поняттями, але при цьому все ж таки волів використовувати лінійні схеми.
Але досить ґрунтовно розвинув цей метод сам Л. Ейлер. Методом кіл Ейлера користувався і німецький математик Ернст Шредер (1841–1902) у книзі «Алгебра логіки». Особливого розквіту графічні методи досягли в творах англійського логіка Джона Венна (1843–1923), який докладно виклав їх у книзі «Символічна логіка», виданій в Лондоні в 1881 році. Тому такі схеми іноді називають Діаграми Ейлера — Венна.
Діаграми Ейлера на відміну від діаграм Ейлера - Венна зображують відносини між множинами: неперетинні підмножини зображені непересічними колами, а підмножини зображені вкладеними колами.
Діаграма Венна засновані на істотно іншій ідеї, ніж кола Ейлера. Кола Ейлера виникли на основі ідей силогістики Аристотеля. Діграми Венна були створені для розв'язання задач математичної логіки. Їх основна ідея розкладання на конституанти виникла на основі алгебри логіки.
На рис. нижче показані діаграми Венна і Ейлера для 3 множин однозначних натуральних чисел:
- {\displaystyle A=\{1,\,2,\,5\}}
- {\displaystyle B=\{1,\,6\}}
- {\displaystyle C=\{4,\,7\}}

Діаграми Ейлера
Діаграми Венна

## Діаграми Венна для більшої кількості множин
Зазвичай діаграми Венна представляють дві або три множини. Для більшої кількості множин доводиться жертвувати симетрією зображення.

Діаграма Венна для 4-х множин.
Діаграма Венна для 5 множин.
Діаграма Венна для 6 множин.
Діаграма Венна для 4-х множин утворена за допомогою еліпсів.
Контрприклад: Ця діаграма Ейлера не буде діаграмою Венна для 4-х множин, тому, що вона містить тільки 13 областей, не враховуючи зовнішню. Відсутні область в яких тільки жовтий та блакитний, та частина в якій тільки рожевий та зелений.
Діаграма Венна для 5 множин утворена еліпсами, створена Бранко Грюнбаумом. Кожна частина підписана.
Діаграма Венна для 6 множин утворена виключно трикутниками.